# Barbus waleckii
Barbus waleckii е вид лъчеперка от семейство Шаранови (Cyprinidae). Видът не е застрашен от изчезване.

## Разпространение и местообитание
Разпространен е в Полша, Словакия и Украйна.
Обитава сладководни басейни, пясъчни дъна на морета и реки.

## Описание
На дължина достигат до 34 cm.
Популацията на вида е намаляваща.